# RostamKhan
RostamKhan (persiska: رُستَم‌خان) är en ort i Iran.   Den ligger i provinsen Ilam, i den västra delen av landet, 500 km väster om huvudstaden Teheran. Kapneh Garān ligger 1 044 meter över havet och antalet invånare är 663.